# 天津市新华中学
天津市新华中学，初名圣功学堂，位于天津市河西区马场道99号，是天津市历史悠久的重点中学之一。
天津市新华中学始建于1914年，为天津法租界圣功学堂。1937年日本占领天津时，学校因位于法租界内曾接纳华界河北省立女子师范学院等学校因战火失学的学生。1950年代，学校由天津市政府接管，由私立学校改为公立学校。
目前，天津市新华中学是天津市教育委员会直属重点中学、天津市示范性高中校和天津市新华中学教育集团牵头学校。

## 校名沿革
天津市新华中学初创时名为“圣功学堂”，后更名为“圣功女中”。“圣功”二字出自《易经》：“蒙卦第四：蒙以养正，圣功也。”1952年12月，改为“天津市立天津师范学院女附中”。1956年，更名为“天津师范学院附中”。1958年后，先后更名为“天津师范大学第一附属中学”“天津师范大学附属中学”以及“河北大学附属中学”。1973年，更名为“天津市新华中学”。

## 历史
清末开始，天津率先兴起兴办学校之风，但所办公立私立学校大多设在中国地界，而私人出资在租界里办学的还很少。1914年6月，夏景如先生为普及教育，提出在租界设立学校。此主张得到天主教会神甫李鲁宜、杨仁址与教友陈尽仁、英实夫等人大力支持，并各自拿出钱财作为办学经费，初推英（实夫之妻）夫人怀清担任校长。在天津法租界义庆里租校舍招生开学，定名为“圣功学堂”，又名“圣功女学校”。这是一所天主教会女子学校，创始人中以天主教爱国人士为主。校训为：“温，良，恭，俭”。
1915年，夏景如成为圣功女学校首任校长。1937年，河北省立女子师范学院因日本占领天津而停办，部分学生转入耀华中学和圣功女中继续就读:48。1941年，学校在马场道陶园建成圣功楼，中学部随即迁入，小学部则迁回天津法租界，并改名为“劝业场小学”。
1949年1月，圣功修女会随国民政府迁台，解放军接管天津后，天津市人民政府接管圣功女中。1952年，圣功女中改为市立天津师范学院女附中。1956年，改名天津师范学院附中，开始实行男女混合招生。1963年，昔任校长夏景如带领圣功会修女在台湾复校“私立圣功女子初级中学”。1978年，更名天津市新华中学，被确定为天津市首批重点校。
2023年3月，天津市新华中学作为牵头校成立天津市新华中学教育集团，天津市红桥区新华中学和苑学校、天津市第二新华中学为成员校。

## 建筑
原圣功女子中学教学楼建于1941年，为三层砖混结构楼房带地下室，建筑外立面为硫缸砖清水墙，顶部为平屋顶。建筑整体方正，庄重大方。该建筑目前为一般保护等级历史风貌建筑。

## 在台复校
1963年，圣功女中在台复校，地址位于臺南市北區，現稱為“臺南市私立聖功女子高級中學”。新华中学校长曾两次访问该校，海峡两岸两“圣功”交流频繁。在台復校後,聖功女中校務蒸蒸日上，聖功女中在台灣持續稟持天主教大愛的精神，每兩年均會舉行愛心園遊會幫助弱勢團體。

## 概况
天津市新华中学位于天津市河西区马场道99号，占地4万平方米，以新华中学为依托的民办校华宁中学位于河西区琼州道111号，占地9亩。新华中学与华宁中学共有90个教学班，在校学生5100人。目前，新华中学全校共有教职员工334人。

## 校歌
| 聖功學堂校歌： 蒙以養正推聖功， 育德基礎在幼沖。 坤靈秀氣天獨鐘， 毋被流俗誤爾聰。 伏女傳經曹姑續史， 懿型古今尊崇。 見賢思齊毋多讓， 莫自恃年華尚富。 駒光過隙甚匆匆， 望勤于始毋怠終。 |

| 新华中学校歌： 新华啊新华， 你处处阳光灿烂。 新华啊新华， 你祖国人才的摇篮。 书声琅琅 编织着知识的花环， 智慧启迪 理想从这里扬帆。 德智体美劳 是我们前进的旗帜， 严勤和实新 是我们成长的风范。 啊~ 新华， 我们可爱的校园 我们可爱的校园。 |

## 历任校长

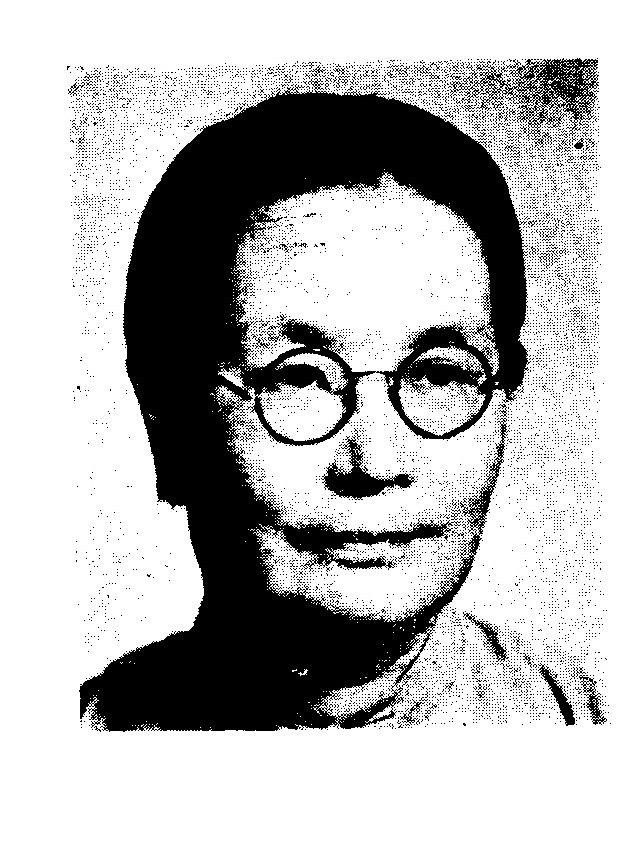
创办人及首任校长夏景如

- 第一任校长：夏景如
- 第二任校长：李仲武
- 第三任校长：德玉珍
- 第四任校长：范恩鲲
- 第五任校长：张春华
- 第六任校长：陈兆雄
- 第七任校长：王乐人
- 第八任校长：米春生
- 第九任校长：张之鑫
- 第十任校长：于异
- 第十一任校长：张鸿林
- 第十二任校长：曹学良

## 知名校友
- 鄭汝銓——現任天津基督教女青年會名譽總幹事，市政協委員，市婦聯名譽執委，市基督教三自愛國會名譽主席。首屆聖功學生。著名愛國宗教人士、社會活動家、教育家、慈善家、與中國話劇同齡的話劇演員。曾長期擔任天津、南京基督教女青年會總幹事等職務。
- 英木蘭修女——現爲天主教會北京教區教務委員會副主席、北京天主教愛國會副主席、北京市政協委員。出身于天主教世家的英氏家族。
- 胡蝶——民國時期著名影星
- 伍小平——中国科学院院士，、中國科技大學教授、著名數力專家，55屆畢業生。
- 寇紀淞——1965屆高中畢業生，在校期間曾獲天津市數學競賽一等獎。教授,博士生導師,全國政協委員,天津大學副校長, 天大天財公司董事長。
- 楊希——中國女排勇奪五連冠的主攻手。
- 吳奇——67屆高中畢業生，曾任天津中醫附院內科醫生，1988年三藩市中醫針灸學院教授，三藩市天津海外聯誼會會長。
- 高懷忠——66屆高中畢業生。2001年任國務院國有資產監督管理委員會監事會主席。
- 王素卿——68屆高中畢業生。現任國家住房和城鄉建設部建築市場管理司司長，全國註冊建築師管理委員會主任，全國註冊結構工程師管理委員會主任。

## 相关学校
- 天津市第二新华中学
- 天津市红桥区新华中学和苑学校
- 臺南市私立聖功女子高級中學